# Federação de Basquetebol do Distrito Federal
A Federação de Basquetebol do Distrito Federal (FBDF) é a entidade máxima do basquetebol no Distrito Federal, Brasil. A federação responde à Confederação Brasileira de Basketball (CBB).
Organizadora histórica do campeonato estadual de basquete, a federação delegou à Braba a organização deste certame a partir de 2012. em 2014, a federação passou a promover um curso de arbitragem em parceria com a confedereção nacional.